# American Beauty
American Beauty is een Amerikaanse speelfilm uit 1999, geregisseerd door Sam Mendes. De film was het regiedebuut van de regisseur.
De film verkent thema's als liefde, vrijheid, zelfbevrijding, familie en de Amerikaanse droom. Hierin concentreert het zich op de familie Burnham, die bestaat uit Lester, zijn vrouw Carolyn en hun dochter Jane.
Belangrijke thema's in de film zijn het uiterlijk, succes en diepere kennis van andere mensen.
De film won 5 Academy Awards, waaronder die van "Beste Film".

## Verhaal
Lester Burnham (Kevin Spacey) is een 42-jarige man wiens saaie leven in een buitenwijk veel erger is dan een 'gewone' midlifecrisis. Hij werkt al 14 jaar bij een tijdschrift maar heeft nog geen enkele promotie gemaakt. Zijn vrouw Carolyn (Annette Bening) is een perfectionistische en dwangmatige huizenmakelaar die hem gek maakt. Zijn dochter Jane (Thora Birch), een onzekere tiener, spreekt nauwelijks nog met hem. Ze vindt hem maar gek. Dit komt ten dele doordat Lester al een hele tijd geen goede aandacht voor zijn dochter heeft gehad.
Wanneer er nieuwe mensen in de wijk komen wonen, lijkt dit het startsein te zijn voor een aantal grote veranderingen bij de familie Burnham. In het al maanden leegstaande huis naast hen komt de familie Fitts te wonen. Kolonel Frank Fitts (Chris Cooper) is een harde militair met een afkeer van homo's. Hij hanteert strikte regels in huis en voor zijn zoon; zijn vrouw Barbara (Allison Janney) lijkt apathisch, in constante staat van shock te zijn.
De zoon van de familie Fitts is Ricky (Wes Bentley), een jongen die geobsedeerd is met het leven en schoonheid ervan en die de neiging heeft om alles te filmen. Gepakt door de schoonheid van Jane wordt zij zijn favoriete onderwerp. Om zijn vader een plezier te doen heeft hij allerlei baantjes maar in werkelijkheid is hij een succesvolle drugsdealer. Zijn vader stuurde hem vanwege zijn drugsgebruik naar een militaire academie om hem tucht, structuur en discipline bij te brengen maar hiervan werd hij weggestuurd. Terug op Highschool draait hij door en vermoordt tijdens een gevecht bijna een leerling waarna hij twee jaar in een inrichting wordt opgenomen.
In het begin vindt Jane Ricky's obsessieve aandacht helemaal niet fijn, maar dat verandert wanneer ze hem beter leert kennen. Ze herkent veel van zichzelf in hem en ze krijgen een relatie. Haar vriendin Angela (Mena Suvari), een typisch mooi cheerleadermeisje, vindt hem maar pervers en raar. Dit terwijl ze zelf claimt dat ze regelmatig met mannen naar bed gaat om verder te komen in haar geambieerde modellencarrière.
Lester ontmoet zowel Angela als Ricky, en hij krijgt opeens een gevoel van opwinding waarvan hij dacht dat hij dit al jaren geleden was kwijtgeraakt. Angela flirt openlijk met hem, en zijn hormonen gaan hierdoor overuren draaien. Hij fantaseert constant over haar, wanneer hij niet bezig is met trainen om zichzelf aantrekkelijker te maken voor haar.
Lesters zorgeloze instelling over leven en werk, en de marihuana die hij bij Ricky koopt, zorgen ervoor dat Lesters complete blik op het leven verandert. Lester neemt ontslag waarbij hij zijn werkgever chanteert en gaat een tijd tegemoet waarin hij eens flink veel plezier wil hebben. Wanneer hij ontdekt dat zijn vrouw een affaire heeft met Buddy Kane (ook wel de vastgoedkoning genoemd), haar concurrent maar tevens haar idool, doet hem dat niets.
Iedereen reageert geschokt op Lesters nieuwe levenswijze. Op dat moment krijgt hij te maken met het feit dat zijn vrouw zijn nieuwe 'ik' helemaal niets vindt, dat Jane als een halve grap aan Ricky heeft gevraagd om haar vader te vermoorden, en dat kolonel Fitts de relatie tussen Lester en zijn zoon verdacht vindt worden. Hij verdenkt ze van homoseksualiteit, Ricky bevestigt dit en wordt door zijn vader het huis uitgezet. Deze blijft verward achter en probeert vervolgens Lester te zoenen, maar Lester wijst dit af.
De film eindigt met de dood van Lester Burnham, kort nadat hij met Angela wil vrijen. Angela vertelt hem dat ze ondanks al haar verhalen nog maagd is, waarop Lester weigert door te gaan. Na een gesprek gaat Angela naar het toilet. Op dat moment is te zien hoe een pistool tegen Lesters achterhoofd gehouden wordt, terwijl hij kijkt naar een familiefoto. De camera draait naar de muur, waar na een schot een bloedvlek op verschijnt. Jane en Ricky, Angela en Carolyn die net thuiskomt horen het schot en vinden het lijk. Daarop volgt een scène waarin kolonel Fitts met bebloed shirt en een pistool in zijn hand zijn eigen huis binnenkomt.

## Rolverdeling
| Acteur          | Personage           |
| --------------- | ------------------- |
| Kevin Spacey    | Lester Burnham      |
| Annette Bening  | Carolyn Burnham     |
| Thora Birch     | Jane Burnham        |
| Wes Bentley     | Ricky Fitts         |
| Mena Suvari     | Angela Hayes        |
| Peter Gallagher | Buddy Kane          |
| Allison Janney  | Barbara Fitts       |
| Scott Bakula    | Jim Olmeyer         |
| Sam Robards     | Jim Berkley         |
| Chris Cooper    | Kolonel Frank Fitts |

## Achtergrondinformatie
In de oorspronkelijke versie van het script, dat Alan Ball schreef voor een toneelstuk, zaten een aantal scènes die de uiteindelijke film niet haalden. Sam Mendes beschrijft twee opties die uiteindelijk niet zijn gekozen, omdat ze te veel aan de aard van de film veranderden:
- De eerste optie was een proloog, waarin Jane en Ricky schuldig werden bevonden aan de moord op Lester Burnham.
- De tweede optie was een scène waarin Lester door de lucht vliegt en landt voor zijn huis, waarna hij opeens ontwaakt en het allemaal een droom bleek te zijn.

Veel shots zijn zo opgezet dat het lijkt alsof de personages in een cel opgesloten zitten. Een voorbeeld daarvan is het shot van Lester in het begin van de film waarbij hij wordt gereflecteerd in zijn monitor, die op een celraam lijkt.
Enkele scènes die zich overdag binnen afspelen zijn 's avonds en/of 's nachts opgenomen. Cameraman Conrad Hall belichtte de scènes zo dat dit totaal niet opvalt. Een voorbeeld waarin dit gebeurde is de scène waarin Lester een gesprek heeft met de manager van de hamburgertent waar hij wil gaan werken.
De storyboards waren zeer precies en gedetailleerd. Sam Mendes had een zeer duidelijke visie over wat hij wilde. Deze basis werd dan ook bijna compleet overgezet naar film, behalve op momenten dat cinematograaf Conrad Hall een idee had voor een beter shot. Hall was vooral blij dat Mendes zo'n duidelijke visie had, zodat hij ook een duidelijk raamwerk had om ideeën en betere shots te verwerken op plaatsen waar dat mogelijk was.

## Muziek
De originele filmmuziek is gecomponeerd door Thomas Newman. Ook hoor je in de film de muziek van onder meer Free, The Who en Gomez. DreamWorks Records bracht deze muziek ook uit op een soundtrackalbum.